# Аглая (балет)
Агла́я, воспитанница Аму́ра — анакреонтический балет, впервые поставленный Филиппо Тальони в Штутгартском придворном театре в начале 1820-х годов. Во 2-й половине 1820-х годов, после возвращения из Парижа, балет был им возобновлён. При этом, согласно утверждению В. М. Красовской, Тальони заменил пантомиму действенным танцем. 
Сохранился рисунок из «Альбома балетов Королевского Гофтеатра», изображающий одну из позировок pas de cing балета: Аглая (Мария Тальони) поддерживается Гиласом (Антон Штюльмюллер) и Адонисом (Поль Тальони), над ними летящая Венера (Анжелика Сен-Ромен); коленопреклонённый Амур (Мария Мерси), прижав руки к груди, ждёт, чем обернётся гнев богини. 
В январе 1841 года Тальони заново поставил «Аглаю» для дочери в Большом театре Санкт-Петербурга. Партитуру этого одноактного балета сочинил капельмейстер Немецкой оперы Георг Келлер. Декорации выполнил художник Андреас Роллер, костюмы по эскизам Матье. 
По свидетельству критиков, главной сценой балета была сцена обучения Аглаи у Амура.
В июне того же года балетная новинка была показана в Лондоне во время летнего гастрольного тура Марии Тальони по Европе. По-видимому, спектакль имел успех, так как через две недели после её отъезда ту же роль исполняла во время своих лондонских гастролей Фанни Черрито.    
Либретто издавалось типографией Глазунова в 1841 году. 